# جمال يعقوب
جمال يعقوب القبندي (7 أبريل 1959 - 13 أبريل 2021)، لاعب ومدرب كرة قدم كويتي سابق. لعب في نادي كاظمة، وشغل منصب مُدرب ومساعد مدرب نادي كاظمة.

## مسيرته
```
ولد في 
الكويت
 من مواليد 
7 أبريل
 
1959
 وهو أحد نجوم العصر الذهبي للكرة الكويتية حيثُ شارك مع 
منتخب الكويت لكرة القدم
 في 
كأس العالم 1982
 في 
إسبانيا
، وأولمبياد 
موسكو
 
1980
 والفوز 
بكأس آسيا
 في نفس العام، كما توج 
بكأس الخليج
 مرتين عامي 
1982
 
و1986
، والفوز بكأس العالم العسكرية عامي 
1981
 
و1983
 م ومع 
نادي كاظمة
 بطولة الدوري الكويتي مرتان 
1986
 
و1987
 وكأس الأمير مرتان 
1982
 
و1984
 وكأس أندية الخليج عام 
1987
.
[
4
]
```

## وفاته
تُوفي في 13 أبريل 2021 عن عمر يُناهز 62 عامًا، بسبب نوبة ارتفاع السكر في الدم.

## روابط خارجية
- جمال يعقوب على موقع الاتحاد الدولي (مؤرشف)  (الإنجليزية)
- جمال يعقوب على موقع قاعدة بيانات كرة القدم.إي يو (الإنجليزية)
- جمال يعقوب على موقع ناشيونال فوتبول تيمز (الإنجليزية)
- جمال يعقوب على موقع عالم كرة القدم.نت (الإنجليزية)
- جمال يعقوب على موقع أوليمبيديا (الإنجليزية)